# Janusz Lipkowski
Janusz Lipkowski (n. 3 februarie 1943) este un specialist polonez în domeniul cristalografiei și cristalochimiei, care a fost ales ca membru de onoare al Academiei de Științe a Moldovei.